# 基翬漁港
基翬漁港（阿美語：Kihaw）是位於臺灣臺東縣成功鎮的漁港，該漁港目前暂时沒有列入行政院農委會漁業署所劃分的兩級漁港之中。
基翬漁港周遭平時浪況平穩，不適合衝浪，卻適合浮潛及深潛。但夏秋季颱風來臨前後及冬季東北季風轉強時，該地區因地形特殊，會出現難得一見的左跑浪，但冲浪困難度較高，且因受東北季風增強，該地點為陸風、捲浪，浪型佳，適合進階衝浪選手做高難度動作，故該地區為民間有名的衝浪地點。
據東部海洋研究中心的調查發現，該區海域所記錄到的魚種即佔全台灣魚種的2.5％，再加上台灣環境資訊協會表示基翬海域的海底遍布珊瑚礁達70多座直徑6公尺、高3公尺山形微孔珊瑚，有如海裡小山丘是許多魚類棲地，珊瑚覆蓋率約30到40%已達國際認定「尚可」標準。因此建議將該海域規劃為海洋生態保護區。

## 沿革
由於基翬該地因三仙台的關係，地形特殊，原本尚未興建漁港前，就是天然港灣，因此，在南方的成功漁港尚未興建之前，成功鎮三仙台地區與基翬地區的膠筏都由基翬的天然港灣出入，而該地的「基翬」（Kihaw）地名由來，據悉可能是當地原住民阿美族的阿美語指「海灣處、或有灣的地方」之意而得名。
第二次世界大戰戰後中華民國接管臺灣，由於成功鎮三仙台地區的第8鄰另改名為「三仙」，因此，現今「基翬」一詞主要指海灣港口處的第9鄰一帶。
而基翬漁港最早則是興建於1986年，當時共設置有一條900平方公尺的卸船道以及在漁港東邊設有防坡堤兼碼頭並在碼頭上設置有一具大型吊具以供漁筏將捕撈到的漁獲吊掛至岸上。

## 設施
基翬漁港目前尚未歸屬在入行政院農委會漁業署所劃分的第一級或第二級漁港之中，僅屬於該地區的小型定置漁網漁筏專用港口，目前設籍漁船數僅兩艘漁筏。
基翬漁港共設置有一條900平方公尺的卸船道，在漁港東邊設有一條防坡堤兼碼頭，港區內的地形為沙質地及礁岩地形，此地形一直向南延伸約200公尺，港區內的水深約1～2公尺，防波堤消波塊處的水深為6～7公尺，港區內泊地東南方約300公尺處岸際以及南岸約500公尺處皆為珊瑚礁岩區。
行政院海岸巡防署東部地區巡防局於基翬地區設有一座安檢所，名為基翬安檢所，該安檢所隸屬在岸巡八二大隊之下。

## 開發
- 寶盛水族生態遊樂區開發案

寶盛水族生態遊樂區開發案為在基翬地區開發大型遊樂區之計畫，該計畫之基地位於台灣東部三仙台風景特定區內，轄屬於台東縣成功鎮三仙里，位於成功鎮東北方約3公里處，台11線東部濱海公路省道112公里處，東為三仙台島，西接高台、南臨太平洋，北至白守蓮。
目前該計畫預計在2011年6月動工。

## 周遭景點
- 成功漁港
- 三仙台
- 新港瀑布
- 小丑魚主題館

## 資料來源
1. 1 2 3 4 5 6  .   [2015-02-20]. （原始内容存档于2015-02-20）.
2. ↑  湯谷明、黃苑蓉. . 環境資訊中心. 2014-09-22  [2015-02-20]. （原始内容存档于2015-02-20）.
3. ↑  莊哲權、王志宏. . 中時電子報. 2013-08-28  [2015-02-20]. （原始内容存档于2015-02-20）.
4. ↑  . （原始内容存档于2018-12-27）.
5. ↑  .   [2011-09-26]. （原始内容存档于2015-02-20）.
6. ↑  . PeoPo 公民新聞. 2011-06-02  [2015-02-20]. （原始内容存档于2015-02-20）.
7. ↑  黃斐悅、吳如媚. . 地球公民基金會. 2014-12-02  [2014-12-02]. （原始内容存档于2015-01-15）.
8. ↑  郭芳祺. . 環境資訊中心. 2011-09-26  [2011-09-26]. （原始内容存档于2011-10-03）.